# 米本図書館
米本図書館（よねもととしょかん）は千葉県香取郡多古町にある私立図書館である。
1907年（明治40年）8月15日に米本信吾によって設立された。千葉県内では6番目に古い図書館とされる。

## 沿革
米本信吾が千葉県千葉中学校在学中、同校の校長である由比質に図書館を設立することを勧められた。千葉中学校卒業後、信吾は家業を継ぎ実家に戻ったが、24歳の時米本図書館を設立した。
設立趣意書には、日露戦争の勝利によって奢侈に耽る日本の状況を憂い、読書により山間僻陬の地で文化や教育を振興する必要性を述べている。設立約1年後の所蔵資料は和漢書1660冊、洋書42冊、雑誌800冊だった。
1950年（昭和25年）、図書館法の制定により図書館の運営を財団法人で行うこととした。なお、財源はすべて米本家の寄付による。
1957年（昭和32年）4月に短歌図書館を附属として設置した。

## 館長

### 初代館長、米本信吾
米本信吾は1883年（明治16年）3月6日、香取郡久賀村（現多古町）の農家の長男として生まれ、1904年（明治37年）3月千葉県千葉中学校を卒業した。24歳で米本図書館を開館し、館長となった。1950年に図書館の運営主体が財団法人となると、信吾は理事長兼館長となった。
図書館長として以外に、香取郡書記、郡会議員、三等郵便局長、公選初代久賀村長となった。久賀村長は1947年4月から1949年4月まで務めた。また菅澤重雄とともに東京成徳学園の前身である王子高等女学校の設置者となった。
文人でもあり、観水堂旭甫に師事、俳号は旭窓と号した。師の名跡を継いで、河東碧梧桐と平山独木の指導を受け、原人社の同人になっている。
信吾は紫綬褒章を受け、昭和37年12月には多古町主催の紫綬褒章受賞祝賀会が行われている。また、1965年（昭和40年）には生存者叙勲により勲5等に叙され、瑞宝章を賜っている。1968年（昭和43年）没。

### 2代目館長、米本重信
2代目の館長兼理事となったのは、信吾の息子、米本重信である。重信は信吾から引き継ぎ、1947年（昭和22年）久賀の特定郵便局長となったのち、郵便局舎を新設し、これまで局舎として使用していた自宅の長屋門に吉植庄亮記念館を併設した。重信は歌人としても活動し、吉植庄亮が1922年（大正11年）に創刊した歌誌「橄欖」に参加した。当時重信は旧制佐原中学校の生徒だった。昭和7年には「橄欖」同人、その後運営委員や選者として活動し、顧問にもなった。また重信は多古町教育委員長も務めた。1979年（昭和54年）の秋の叙勲で勲5等双光旭日章を受章。1997年（平成9年）7月8日没。

## コレクション
当初、地域の教育を振興するための私立図書館として設立された米本図書館だが、2つのコレクションを持つことから、専門図書館としての機能も持っている。

### 並木栗水文庫
1916年（大正5年）、多古町出身の儒学者並木栗水の没後、著書や蔵書約2,000冊を同館の附属文庫とした。

### 短歌図書館
1957年に附属された短歌図書館には千葉県出身の歌人吉植庄亮の著書や歌誌「橄欖」などを中心とした大正時代から昭和時代の短歌に関する文献を集めている。ほかにも佐々木信綱、斎藤茂吉や島木赤彦、与謝野晶子、若山牧水、平福百穂、土岐善麿、高浜虚子、河東碧梧桐、久保田万太郎らの半折や色紙、短冊等650点を所蔵している。

## 建物
木造2階建の洋館で、初代館長の私財により建てられた。敷地内には吉植庄亮及び米本重信の歌碑がある。

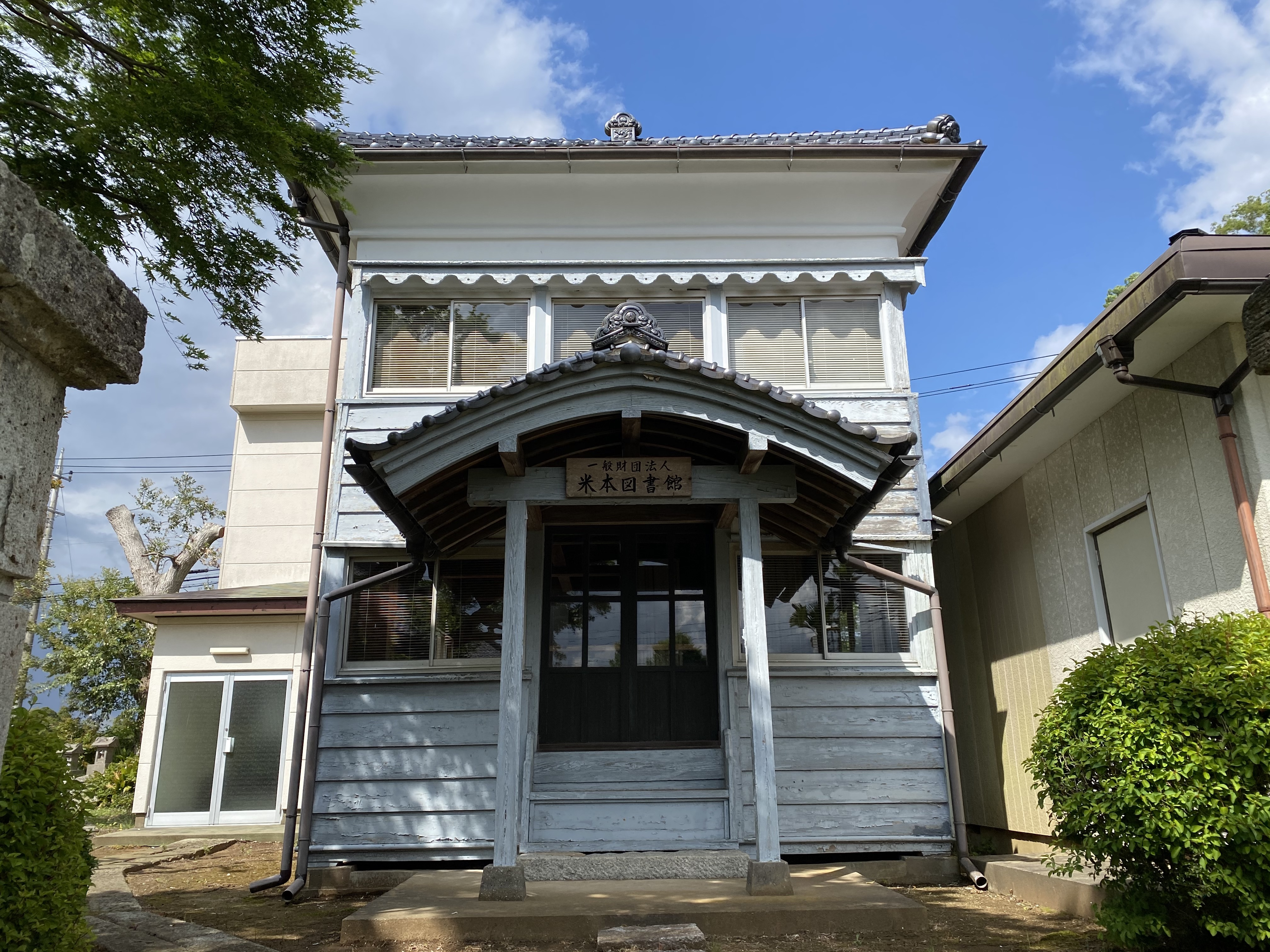
米本図書館図書館外観
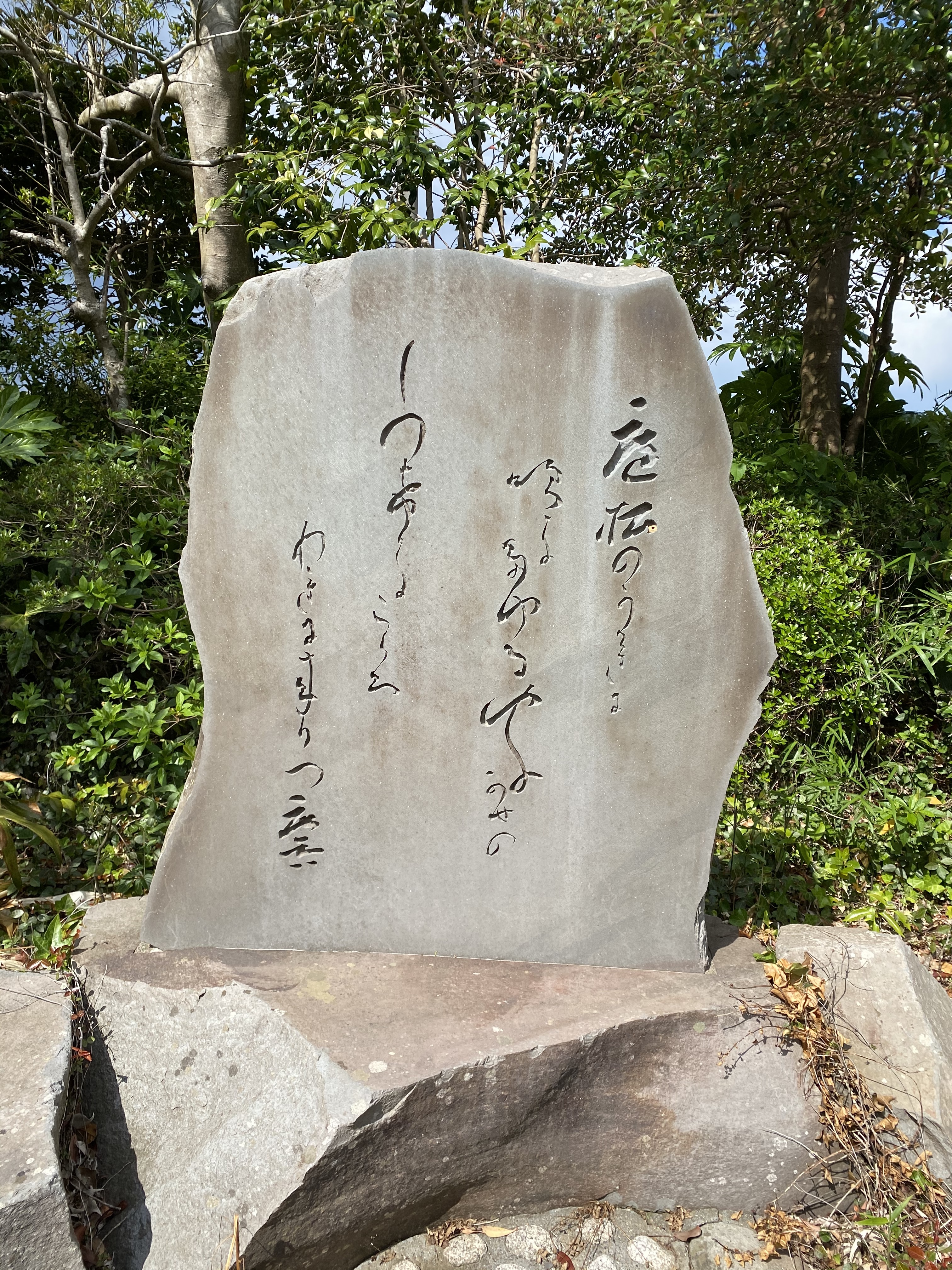
米本図書館の敷地にある吉植庄亮の歌碑
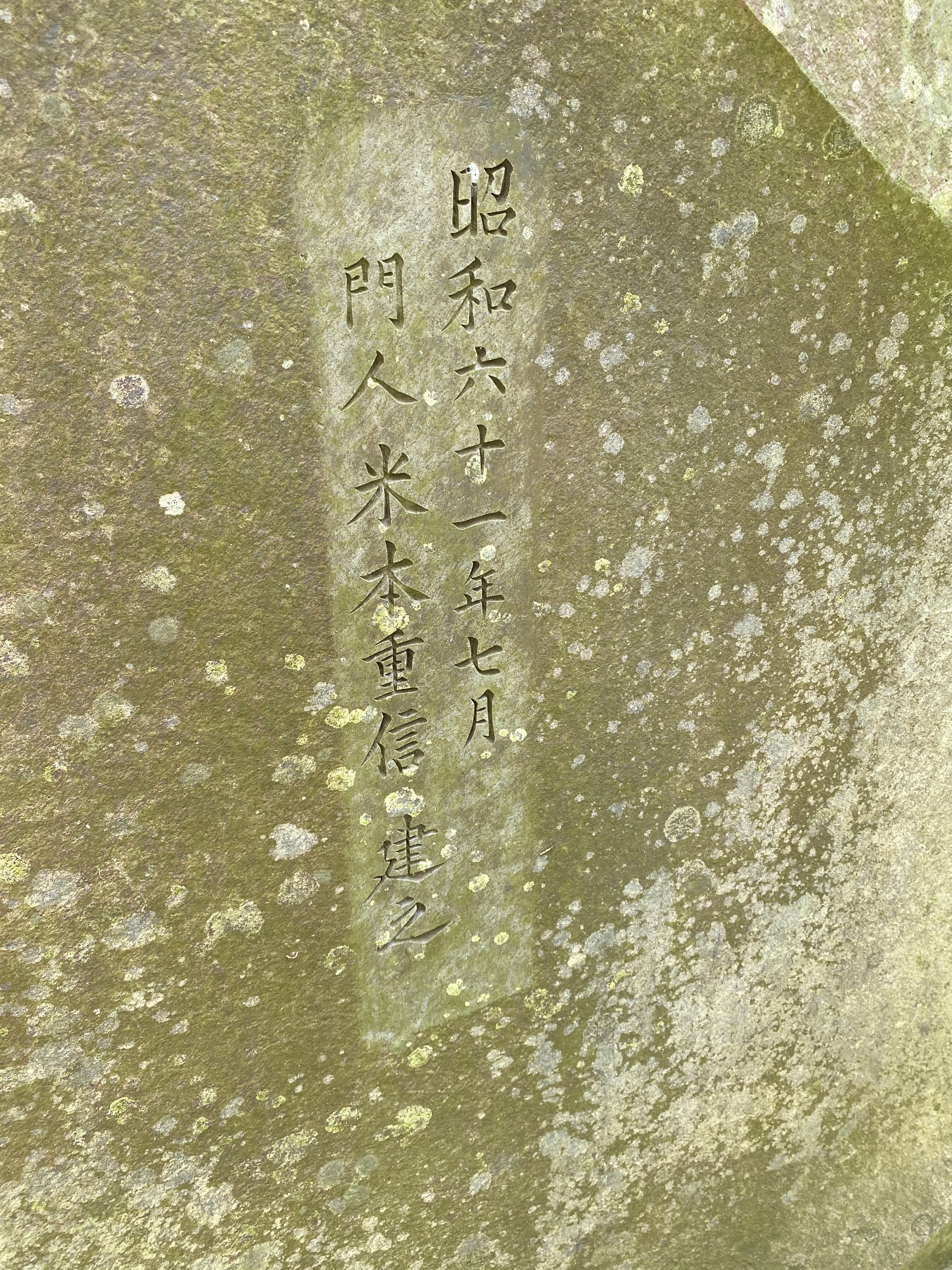
米本図書館の敷地にある吉植庄亮の歌碑（裏面）

## 利用案内
図書の貸出は行っておらず、予約をした上で資料を閲覧できる。